# Lancaster (Kalifornija)
Lancaster je grad u američkoj saveznoj državi Kalifornija. Prema popisu stanovništva iz 2010. u njemu je živjelo 156.633 stanovnika.